# Psapharochrus barrerai
Psapharochrus barrerai är en skalbaggsart som först beskrevs av Chemsak och Hovore 2002.  Psapharochrus barrerai ingår i släktet Psapharochrus och familjen långhorningar. Inga underarter finns listade i Catalogue of Life.